# San Jorge (San Miguel)
San Jorge è un comune del dipartimento di San Miguel, in El Salvador.